# Lennox Lewis
Lennox Claudius Lewis (London, 2. rujna 1965.) je britanski bivši profesionalni boksač. Rođen u Londonu, posjeduje i kanadsko državljanstvo. Jedan je od petorice boksača koji su osvajali naslov svjetskog prvaka u teškoj kategoriji tri puta. Predstavljao je Kanadu kao amater na Olimpijskim igrama 1984. i 1988. 2009. uvršten je u Međunarodnu boksačku kuću slavnih (IBHOF).